# Vučica
Vučica este un sat din comuna Danilovgrad, Muntenegru. Conform datelor de la recensământul din 2003, localitatea are 151 de locuitori (la recensământul din 1991 erau 159 de locuitori).

## Demografie
În satul Vučica locuiesc 116 persoane adulte, iar vârsta medie a populației este de 39,1 de ani (36,9 la bărbați și 41,1 la femei). În localitate sunt 41 de gospodării, iar numărul mediu de membri în gospodărie este de 3,68.
Populația localității este foarte eterogenă.
|  |

| Demografie | Demografie | Demografie |
| An         | Locuitori  | Locuitori  |
| ---------- | ---------- | ---------- |
|            |            |            |
|            |            |            |
|            |            |            |
|            |            |            |
| 1948       | 301        |            |
| 1953       | 247        |            |
| 1961       | 254        |            |
| 1971       | 218        |            |
| 1981       | 191        |            |
| 1991       | 159        | 159        |
| 2003       | 151        | 151        |

| \| Componența etnică conform recensământului din 2003[2] \| Componența etnică conform recensământului din 2003[2] \| Componența etnică conform recensământului din 2003[2] \| Componența etnică conform recensământului din 2003[2] \| Componența etnică conform recensământului din 2003[2] \| \| ----------------------------------------------------- \| ----------------------------------------------------- \| ----------------------------------------------------- \| ----------------------------------------------------- \| ----------------------------------------------------- \| \| \| \| \| \| \| \| Muntenegreni \| Muntenegreni \| \| 94 \| 62,25% \| \| Sârbi \| Sârbi \| \| 42 \| 27,81% \| \| necunoscută \| necunoscută \| \| 15 \| 9,93% \| |              |  |    |        |
| Componența etnică conform recensământului din 2003 |              |  |    |        |
| |              |  |    |        |
| Muntenegreni | Muntenegreni |  | 94 | 62,25% |
| Sârbi | Sârbi        |  | 42 | 27,81% |
| necunoscută | necunoscută  |  | 15 | 9,93%  |